# Evenkere
Evenkere, også tidligere betegnet tungusere (via russisk fra jakutisk tunguz 'vildsvin'), er et folkeslag af asiatiske nomadefolk, som hovedsagelig lever langs floden Jenisej. Evenkerne tilhører gruppen af folkeslag, der kaldes manchu-tungusiske folk og som taler manchu-tungusiske sprog.

## Historie
Kun lidt af deres tidlige historie før russerne koloniserede Sibirien er kendt. Tungusernes leveområder blev i stor grad indskrænket af russerne, og særlig i perioden under Sovjetunionen da tunguserne i stor grad blev flyttet til kollektivbrug. Deres oprindelige levemåde er næsten forsvundet helt, og i dag er det kun få tungusere som lever af fiskeri og fangst.
Nordmanden Fridtjof Nansen beskriver flere møder med tungusere som lever på den gamle måde i sin bog Gjennem Sibirien fra 1913. Nansen reagerede stærkt på tungusernes kristne tro:
Under teltsengene i flere af teltene så vi der hang små russiske helgenbilder som de fører med sig som andre afguder. Kristne skal de jo være, ligesom, i all fald af navn; men ude i skoven tilbeder de nok deres gamle guder som en slags garanti for en god fangst. Den kristne gud fra vesten har jo ingen forstand på deres (tungusernes) virke.